# 1986年の鈴鹿8時間耐久ロードレース
1986年の鈴鹿8時間耐久ロードレース （1986 Suzuka 8hours Endurance Road Race、1986ねんのすずか8じかんたいきゅうろーどれーす）は、世界耐久選手権の1986年シーズン第3戦として、7月25日から27日にかけて三重県の鈴鹿サーキットで開催された。

## 概要

### 1986年大会
大会3連覇を目指すホンダ・ワークス (HRC)は前年ウイナーであるワイン・ガードナーのパートナーにWGP250参戦中のドミニク・サロンを起用。HRCはもう1チーム、全日本500ccクラスでのエース木下恵司と、AMAアメリカ・ホンダのスーパーバイクチャンピオンウェイン・レイニーのコンビで参戦を発表していたが、レイニーがアメリカでのレース中に負傷したため鈴鹿参戦が実現できず、代役としてオーストラリアのマルコム・キャンベルが木下のパートナーとなった。
ヤマハ・ワークスは前年優勝チェッカー目前で勝利を逃したケニー・ロバーツと平忠彦がそれぞれ別チームから参戦。ロバーツのパートナーはこの年に立ち上げた「チーム・ラッキーストライク・ロバーツ」からWGP500にフル参戦中のマイク・ボールドウィンとなった。ボールドウィンは移籍前のホンダ所属時代に3度（'78/'81/'84）鈴鹿8耐優勝歴があり、自身の持つこの時点での最多優勝記録更新のチャンスを得た。一方の平は、WGP500世界ランキング3位の実力者クリスチャン・サロンと組み、前年同様に資生堂TECH21チームでの参戦となる。
スズキ勢は、ヨシムラチューンを施された油冷エンジン搭載のスズキ・GSX-R750で全日本選手権・TT F1クラス王者の走りを見せる辻本聡と、WGP500へのスポット参戦を開始し始めた22歳のヤング・アメリカンケビン・シュワンツを組ませた。ヨシムラからはもう1組、国際A級ルーキーコンビの宮崎祥司&大島行弥組（30号車）も出走するが、辻本・シュワンツ組はミシュランタイヤ、宮崎・大島組はダンロップタイヤを使用する。また、島田紳助が千石清一のために組織した「チームシンスケ」の監督として8耐挑戦を開始するにあたり、前年型（辻本の全日本タイトル獲得車）のヨシムラスズキ・GSX-R750がチームシンスケに貸与された。ケンウッド・スズキ（スズキ・フランス）からは耐久スペシャリストのエルブ・モアノーがGSX-R750/3号車で参戦する。
日本のコンストラクター・モリワキは、WGP500にデビューしヨーロッパへ遠征していた八代俊二と、国内でTT F1クラスを戦う宮城光のコンビで参戦するが、空冷であるホンダ・CBXのエンジンをベースにして設計された「Zero X7」はメーカーワークスの最新マシンと比して非力となりつつあり、着実に完走を目指す作戦を採ったため速さより安定した走行を優先する我慢の戦いとなった。
海外メーカーは、BMW・K75やビモータ・HB750が参戦。ライダーでは、1978年・1979年のWGP250/350世界チャンピオンであるコーク・バリントンが日本のプライベイターと共同参戦し、GPファンから注目された。バリントンは外見的にほぼノーマルのホンダ・VFR750 RC24（内部にHRCパーツが組み込まれた）で決勝レース中に2度転倒するも8位で完走し選手権ポイントを獲得した。
主催者発表による観客動員数は土曜日の予選で8万3000人、日曜の決勝レースには15万3000人の観衆が鈴鹿サーキットに来場。新聞・雑誌・テレビ報道関係では報道用プレスパスを求める申請数が約800名に及んだ。

## 予選結果
| 順位 | No. | チーム                               | 車両                     | タイヤ | タイム   | ライダー                   | ライダー               |
| ---- | --- | ------------------------------------ | ------------------------ | ------ | -------- | -------------------------- | ---------------------- |
| 1    | 4   | Team HRC                             | ホンダ・RVF750           | M      | 2'18.923 | ワイン・ガードナー         | ドミニク・サロン       |
| 2    | 2   | ラッキーストライクロバーツ・ヤマハ   | ヤマハ・YZF750           | M      | 2'20.190 | ケニー・ロバーツ           | マイク・ボールドウィン |
| 3    | 21  | 資生堂ヤマハTECH21 RT                | ヤマハ・YZF750           | M      | 2'21.142 | 平忠彦                     | クリスチャン・サロン   |
| 4    | 17  | マールボロ・ヤマハ・ディーラーチーム | ヤマハ・FZ750            | M      | 2'21.248 | マイケル・ドーソン         | ケビン・マギー         |
| 5    | 5   | Team HRC                             | ホンダ・RVF750           | M      | 2'21.694 | 木下恵司                   | マルコム・キャンベル   |
| 6    | 12  | ヨシムラMOTUL                        | スズキ・GSX-R750         | M      | 2'21.840 | 辻本聡                     | ケビン・シュワンツ     |
| 7    | 1   | ロスマンズ・ホンダ・フランス         | ホンダ・RVF750           | M      | 2'21.988 | ジェラルド・コードレイ     | パトリック・イゴア     |
| 8    | 30  | ヨシムラMOTUL                        | スズキ・GSX-R750         | D      | 2'22.188 | 大島行弥                   | 宮崎祥司               |
| 9    | 31  | チームレーシングスポーツ             | ヤマハ・YZF750           | M      | 2'22.358 | 平塚庄治                   | 塩森俊修               |
| 10   | 40  | モリワキレーシング                   | モリワキホンダ・Zero X7  | D      | 2'23.572 | 八代俊二                   | 宮城光                 |
| 11   | 3   | ケンウッド・スズキ                   | スズキ・GSX-R750         | M      | 2'23.908 | エルブ・モアノー           | ブルーノ・ル＝ビアン   |
| 12   | 7   | ベネトン ICFスポーツアクション       | スズキ・GSX-R750         | D      | 2'24.191 | クリスチャン・ル＝リアール | ティエリー・エスピエ   |
| 13   | 78  | Agipスーパーモンキー                 | ホンダ・VFR750           | D      | 2'24.608 | フレッド・マーケル         | 大島正                 |
| 14   | 27  | シンスケレーシングチーム             | ヨシムラスズキ・GSX-R750 | D      | 2'25.283 | 千石清一                   | 大塚茂春               |
| 15   | 44  | 浜松チームタイタン                   | スズキ・GSX-R750         |        | 2'25.459 | 三味俊也                   | 阿部直人               |
| 16   | 89  | チームカナヤ＆モトショップ梶ヶ谷     | ヤマハ・FZ750            | D      | 2'25.654 | 藤原儀彦                   | 鈴木了                 |
| 17   | 65  | SRSスガヤ                            | スズキ・RG500Γ           |        | 2'25.779 | 島田進                     | 伊藤巧                 |
| 18   | 8   | ペアスロープ with B!                 | ホンダ・VFR750           | D      | 2'26.073 | コーク・バリントン         | ロバート・フィリス     |
| 19   | 67  | 明和レーシングチーム                 | ホンダ・CBX750           |        | 2'26.154 | 太田浩一                   | 吉村俊宏               |
| 20   | 33  | DICレーシングチーム                  | ヤマハ・FZ750            | D      | 2'26.358 | 山本隆義                   | 坂本和津男             |
| 21   | 41  | Do!スポーツ&國武舞RT                 | モリワキホンダ・Zero X7  | D      | 2'26.360 | 福本忠                     | 矢田義広               |
| 22   | 63  | KISSレーシングチーム                 | ヤマハ・FZ750            |        | 2'26.410 | 花村忠昭                   | リッキー・オーランド   |
| 23   | 94  | 磐田レーシングファミリー             | ヤマハ・FZ750            |        | 2'26.650 | 森盛幸                     | 鈴木隆                 |
| 24   | 25  | KENZレーシングライダース             | スズキ・RG500Γ           | D      | 2'26.739 | 川島賢三郎                 | 川島知子               |
| 25   | 45  | 浜松エスカルゴ                       | ホンダ・VFR750           |        | 2'26.837 | 柴田真直                   | 古川勝                 |

- 予選出走90台／予選通過62台
- 太字は予選タイムを記録したライダー。

## 決勝結果
| 順位 | No. | チーム                               | ライダー                                        | 使用車両                      | タイヤ | 周回 | タイム       | グリッド |
| ---- | --- | ------------------------------------ | ----------------------------------------------- | ----------------------------- | ------ | ---- | ------------ | -------- |
| 1    | 4   | チームHRC                            | ワイン・ガードナー ドミニク・サロン             | ホンダ・RVF750                | M      | 197  | 8:01'30.738  | 1        |
| 2    | 17  | マールボロ・ヤマハ・ディーラーチーム | マイケル・ドーソン ケビン・マギー               | ヤマハ・FZ750                 | M      | 195  | 8:01'57.584  | 4        |
| 3    | 12  | ヨシムラMOTUL                        | 辻本聡 ケビン・シュワンツ                       | スズキ・GSX-R750              | M      | 194  | 8:00'07.246  | 6        |
| 4    | 31  | チームレーシングスポーツ             | 平塚庄治 塩森俊修                               | ヤマハ・YZF750                | M      | 191  | 8:01'42.051  | 9        |
| 5    | 40  | モリワキレーシング                   | 八代俊二 宮城光                                 | モリワキホンダ・Zero X7       | D      | 190  | 8:00'56.499  | 10       |
| 6    | 7   | ベネトン ICFスポーツアクション       | クリスチャン・ル＝リアール ティエリー・エスピエ | スズキ・GSX-R750              | D      | 189  | 8:00'29.651  | 12       |
| 7    | 10  | Team Motorcycle News                 | マット・オックスレイ ヴェサ・クルタラチ         | ヤマハ・FZ750                 |        | 188  | 8:00'12.936  | 47       |
| 8    | 8   | ペアスロープ with B!                 | コーク・バリントン ロバート・フィリス           | ホンダ・VFR750                | D      | 187  | 8:01'10.383  | 18       |
| 9    | 29  | ブルーヘルメットMSC                  | 森光一馬 萩原紳治                               | ホンダ・CBX750                |        | 186  | 8:00'15.990  | 39       |
| 10   | 30  | ヨシムラMOTUL                        | 大島行弥 宮崎祥司                               | スズキ・GSX-R750              | D      | 186  | 8:00'50.891  | 8        |
| 11   | 60  | 浜松チームタイタン                   | 袴田利明 中村善弘                               | スズキ・GSX-R750              |        | 186  | 8:00'51.436  | 30       |
| 12   | 6   | チーム・イクザワ                     | グレーム・マクグレガー レイ・スワン             | ホンダ・VFR750                | D      | 186  | 8:01'17.365  | 35       |
| 13   | 16  | Van Der Wal Endurance Team           | ディルク・ブランド ジェラルド・フレームリン     | ニコ・バッカー・ヤマハ・FZ750 |        | 185  | 8:00'36.902  | 61       |
| 14   | 1   | ロスマンズ・ホンダ                   | ジェラルド・コードレイ パトリック・イゴア       | ホンダ・RVF750                | M      | 185  | 8:02'18.484  | 7        |
| 15   | 41  | Do!スポーツ&國武舞レーシング         | 福本忠 矢田義広                                 | モリワキホンダ・Zero X7       | D      | 184  | 8:01'20.106  | 21       |
| 16   | 54  | 鈴鹿レーシングチーム                 | 冨田英志 荒木利春                               | ホンダ・VFR750                |        | 183  | 8:01'35.254  | 36       |
| 17   | 56  | 鈴鹿レーシングチーム                 | 坂元貞夫 井上賀博                               | ホンダ・CBX750                |        | 183  | 8:02'29.324  | 27       |
| 18   | 19  | OVER プロト レーシングチーム         | デイル・クアータレイ ランディ・レンフロウ       | ヤマハ・FZ750                 |        | 182  | 8:01'40.496  | 41       |
| 19   | 91  | 月木レーシング                       | 岡正弘 日下直一                                 | カワサキ・GPZ750R             | D      | 182  | 8:02'32.685  | 37       |
| 20   | 45  | 浜松エスカルゴRT                     | 柴田真直 古川勝                                 | ホンダ・VFR750                |        | 181  | 8:00'30.975  | 25       |
| 21   | 18  | Team MOTORRAD & MOTO JURNAL          | カール・T・グラッセル エリック・モーリス        | ヤマハ・FZ750                 |        | 180  | 8:00'16.678  | 29       |
| 22   | 50  | ワンダーラビットRT                   | 榎本勤 上林康隆                                 | スズキ・GSX-R750              |        | 180  | 8:01'22 233. | 55       |
| 23   | 11  | 荘レーシングチーム                   | 佐藤順造 荘利光                                 | ホンダ・VFR750                |        | 179  | 8:00'24.752  | 26       |
| 24   | 75  | ステハニー&フルバンク                | 高垣和之 五藤伸賢                               | スズキ・GSX-R750              |        | 178  | 8:01'04.221  | 42       |
| 25   | 90  | ビモータジャパン＆ニッケン           | 新辰朗 福井才二                                 | ビモータ・HB750               |        | 178  | 8:02'15 695. | 54       |

- 決勝出走62台/完走40台

## 各種記録

### 併催レース
- 7月26日 鈴鹿4時間耐久ロードレース

### 観客データ
- チケット：1日券大人 4500円 このほか4日券と9日券が設定された[12]。
- 観客動員
  - 7月26日（土曜）： 8万3000人
  - 7月27日（日曜）：15万3000人

### テレビ放映
- 8月16日(土) 14:00-15:24 中部日本放送（CBC）製作によるダイジェスト版がTBS系列ネット放映。実況アナウンサー後藤紀夫、ピットリポーター富樫ヨーコ、武藤恵利、宇都宮秀則。

### 映像ソフト
- 公式ビデオ「'86鈴鹿8時間耐久オートバイレース」(VHS版 / Beta版) 収録時間60分 9800円 企画・製作・発売元：ホンダランド／飛鳥映像、販売元：日本コロムビア